# アトロパテス
アトロパテス（古代ペルシア語：Âtarepâta（アータレパータ）、希：Aτρoπάτης, ラテン文字転記：Atropates, 在位：紀元前4世紀後半）は、アケメネス朝ペルシアのメディア総督（サトラップ）である。アトロパテスの支配した領域は彼の名にちなんでアトロパテネと呼ばれた。

## 来歴
アトロパテスの出自については殆ど何も知られていない。メディア地方の有力者であったと考えられ、ゾロアスター教徒であった。アレクサンドロス大王の遠征が始まると、彼はダレイオス3世によって召集され、ガウガメラの戦い（紀元前331年）に参加したが、この戦いはアケメネス朝の敗北に終わり、アトロパテスはメディアへと逃げ帰った。当初アレクサンドロスへの更なる抵抗を企図したが、間もなくダレイオス3世が部下であったベッソスに暗殺されてアレクサンドロスの勝利が確定的なものとなるとアトロパテスは降伏した。
アレクサンドロスはギリシア人とペルシア人との対立を避けるために東西融合策を取っており、またペルシアの有力者達の反発を抑える狙いも恐らくあり、アトロパテスは引き続きメディア総督として留任された。またスサで行われたギリシア人とペルシア人の集団結婚式にはアトロパテスの娘も参加しており、彼女はアレクサンドロスの部下の1人ペルディッカスと結婚している。大王の死後開かれたバビロン会議にてメディアの南北分割が行われ、アトロパテスの支配領域は北部のみとされたが、彼はこれを受け入れた。以後彼が支配した北部がアトロパテネ（しばしばメディア・アトロパテネ）の名で呼ばれるようになる。
これ以降、アトロパテスがどのように振舞ったのかはわかっておらず、彼の後継者達との血縁関係も不明である。だが、確かにいえることはアトロパテネという政治的一体性を持った領域はその後アルサケス朝パルティア時代まで存続していたことである。